# Wommelgem
Wommelgem (nom en néerlandais, officiel au niveau fédéral en français, rarement encore orthographié Wommelghem en français) est une commune néerlandophone de Belgique située en Région flamande dans la province d'Anvers.

## Héraldique
|  | La commune possède des armoiries qui lui ont été octroyées le 6 octobre 1819 et à nouveau les 11 février 1840 et 8 février 1994. Wommelgem était une possession de la famille Immerzeel au XIIIe siècle. Jusqu'aux environs de 1750, le village utilisait un sceau avec les trois fleurs de lys des armoiries de la famille Immerzeel. En 1776, Simon de Neuff acquit le village et ses armoiries furent utilisées comme armoiries municipales en 1819. Seule la couleur naturelle des têtes de sanglier fut changée en bleu, bleu et or, couleurs nationales des Pays-Bas à l'époque. Les couleurs n’ont pas changé après l’indépendance de la Belgique. En 1994, les armoiries historiques ont été restaurées. Blasonnement : D'or à trois têtes de sanglier naturelles arrachées de couleur naturelle. (Traduction libre) Source du blasonnement : Heraldy of the World. |

## Géographie

### Communes limitrophes
|          | Wijnegem  | Schilde |
| Anvers   | Wommelgem | Ranst   |
| Borsbeek | Boechout  |         |

## Population et société

### Personnalités liées à la commune
- Raf Verhulst, écrivain né à Wommelghem
- Jean-Joseph de Witte, a vécu au château de Wommelghem et enterré à Wommelghem (descendant d'Adriaan de Witte et père de l'académicien Jean de Witte et de Louis de Witte).

## Démographie

### Évolution démographique
- Source : DGS - Remarque: 1806 jusqu'à 1981=recensement; depuis 1990=nombre d'habitants chaque 1er janvier[4]

## Bourgmestres
| Années | Années       | Bourgmestres                            |
| ------ | ------------ | --------------------------------------- |
|        | ? - 1800     | Frans Goris (nl)                        |
|        | 1800 - ?     | Melchior Huybrechts                     |
|        | ? - 1817     | Henry Van den Bosch                     |
|        | 1817 - ?     | Jacques J. Hermans                      |
|        | 1821 - 1847  | Gom. Corluy                             |
|        | 1847 - 1850  | Piet Jozef Deckers                      |
|        | 1850 - 1866  | Jean Jacques Moons                      |
|        | ? - 1884     | F. De Beukeleir                         |
|        | 1885 - 1893  | Petrus Johannes Van Tichelen            |
|        | ...          | ?                                       |
|        | 1895 - 1906  | Ferdinand (Louis) Beirens               |
|        | 1906 - ?     | P.F. Jennes                             |
|        | ? - 1927     | Ch. Caluwaerts                          |
|        | 1927 - ?     | F. Govaerts                             |
|        | ? - 1940     | Charles Hoeyberghs                      |
|        | 1940 - ?     | Edward Peers                            |
|        | ? - ?        | Jos Smits                               |
|        | 1994 - 2012  | Walter Van der Plaetsen (nl) (Open Vld) |
|        | 2013 - heden | Frank Gys (nl) (N-VA)                   |